# Telescopi zenital
Un telescopi zenital és un instrument astronòmic que consisteix en un telescopi refractor muntat en una muntura azimutal. Està dissenyat per apuntar cap amunt o a prop del zenit. S'utilitza per mesurar la diferència de distàncies zenitals de dues estrelles que culminen aproximadament al mateix temps, a ambdós costats del zenit i que al culminar tinguin distàncies zenitals que no es diferenciïn gaire.
Un telescopi zenital clàssic, també conegut com de sector zenital, compta amb una robusta muntura altazimutal i està fixat amb cargols anivelladors. Utilitza nivells extremadament sensibles, units a la muntura del telescopi per fer mesuraments d'angles. El telescopi té un ocular proveït d'un micròmetre.